# 石井利奈
石井 利奈（いしい りな、6月10日 - ）は日本の女性声優、俳優。劇団K-Show所属。以前はアミュレートに所属していた。東京都出身。

## 出演

### 劇場アニメ
2009年
- 宇宙戦艦ヤマト 復活篇

2010年
- ルー=ガルー

2015年
- 劇場版 PSYCHO-PASS サイコパス

### ゲーム
2010年
- 維新恋華 龍馬外伝

2013年
- いっしょにごはん。PORTABLE（仲居）
- 花咲くまにまに

2014年
- サウザンドメモリーズ（冴論の閃博士リスト）
- ナイツオブガールズ（アーサー、アマゾネス、ウルリーカ）
- ローゼンメイデン ヴェヘゼルン ジー ヴェルト アップ（オディール、コリンヌ）

### 舞台
- 北千住リバーサイドスパークスの奇蹟（良子）
- からすがなくからかえろう（菜々子）
- 神様のゆううつ（乗客）
- きらきら星の下で（エドムラサキ）
- きみとぼくの声（座員）
- この橋、渡るべからず。（鬼A）
- 壊れた時計が動くとき（日向）
- 恋焦がれて鯉のぼり（コトコ）
- 気になる病は気から出たマコト（落合百合子）
- 改訂版からすがなくからかえろう（菜々子）
- かかしのうた（米倉ささ）
- クリスマスに苦しみます（ブリッツェン）
- 今日の終電 明日の始発（ウツノミヤ）
- かりんとう（魔法使いシフォンA／持田季菜子B）
- 神様のゆううつ 〜信仰心進行中〜（ハルエ）
- こちら、幸せ／不幸せ放送局！（アオタ）
- 快刀乱麻を断つころに（上原名子）
- かたみちでんわ（リンゴ）
- 婚活、トンカツ、最後に愛は勝つ！」（門田ひづめ）
- 今宵の月に、姫はいるのか。（ツクヨミ）
- 気になる病は気から出たマコト（落合百合子）
- かりんとう2013（板橋千代子）